# Myrmicocrypta urichi
Myrmicocrypta urichi är en myrart som beskrevs av Weber 1937. Myrmicocrypta urichi ingår i släktet Myrmicocrypta och familjen myror. Inga underarter finns listade i Catalogue of Life.